# Víctor Sánchez Mata
Víctor Sánchez Mata (Barcellona, 8 settembre 1987) è un ex calciatore spagnolo, di ruolo centrocampista.

## Carriera
Cresciuto nelle giovanili del CE Europa, passa nel 2005 al settore giovanile del Barcellona. Dopo essersi messo in luce con il Barcellona B, con cui totalizza 45 presenze e 5 reti, debutta in prima squadra nella stagione 2008-2009, collezionando 8 presenze ufficiali.
Nella stagione 2009-2010 viene ceduto in prestito al Xerez, con cui disputa 25 partite segnando 2 gol nella massima serie spagnola. L’anno successivo gioca in prestito al Getafe, dove totalizza 29 presenze e 1 rete.
Nel 2011 si trasferisce in Svizzera al Neuchâtel Xamax, con cui gioca 14 partite segnando 2 gol. Nel gennaio 2012 torna in Spagna, firmando con l'Espanyol, squadra in cui resterà per otto stagioni diventandone una colonna: colleziona infatti 240 presenze e 10 reti in tutte le competizioni.
Nel 2020 si trasferisce in Australia al Western United, con cui gioca 18 partite e segna 3 gol. Chiude la carriera nel 2022 con una breve esperienza al Girona, con cui scende in campo in 7 occasioni.

## Caratteristiche tecniche
È un centrocampista.

## Palmarès

### Club

#### Competizioni nazionali
- Campionato spagnolo: 1

Barcellona: 2008-2009
- Coppa di Spagna: 1

Barcellona: 2008-2009

#### Competizioni internazionali
- UEFA Champions League: 1

Barcellona: 2008-2009